# Vaejovis crumpi
Espèce
Vaejovis crumpi est une espèce de scorpions de la famille des Vaejovidae.

## Distribution
Cette espèce est endémique d'Arizona aux États-Unis. Elle se rencontre dans le comté de Yavapai vers Prescott vers 1 688 m d'altitude.

## Description
Le mâle holotype mesure 21,16 mm, les mâles mesurent de 21,01 à 21,49 mm et les femelles de 25,53 à 27,56 mm.

## Étymologie
Cette espèce est nommée en l'honneur de Darrell Crump.

## Publication originale
- Ayrey & Soleglad, 2011 : « A new species of Vaejovis from Prescott, Arizona (Scorpiones: Vaejovidae). » Euscorpius, no 114, p. 1-15 (texte intégral).